# Parafia św. Mikołaja i Wniebowzięcia Najświętszej Maryi Panny w Stobnie
Parafia św. Mikołaja i Wniebowzięcia Najświętszej Maryi Panny w Stobnie – znajduje się w dekanacie Brzeg Dolny w archidiecezji wrocławskiej. Erygowana w XIII wieku.
Proboszczem jest ks. mgr Zbigniew Bielewicz Kan. hon. ex. num. Kap. Koleg.

## Parafialne księgi metrykalne
| Księgi metrykalne | Okres ewidencji |
| ----------------- | --------------- |
| chrztów           | 1946 -          |
| ślubów            | 1946 -          |
| zgonów            | 1946 -          |